# 瑪格麗特·魏絲
瑪格麗特·魏絲（英語：Margaret Weis，1948年3月16日—）是美國奇幻與科幻小說作家，《龍槍》世界的主要創作者之一。

## 作品列表

### 小說
- 《龍槍系列》
- 《Endless Quest（英语：Endless Quest）》
- 《闇黑之劍（英语：Darksword）》
- 《Rose of the Prophet（英语：Rose of the Prophet）》
- 《死亡之門（英语：The Death Gate Cycle）》
- 《Mag Force 7》
- 《Starshield（英语：Starshield）》
- 《Dragon's Disciple》
- 《Sovereign Stone（英语：Sovereign Stone）》
- 《Angel Series》
- 《Dragonships of Vindras（英语：Dragonships of Vindras）》
- 《戰龍旅》（Dragon Brigade）
- 《Dragon Corsairs》

### 選集
- 《New Amazons》

## 外部連結
- 官方网站
- 網路推理小說資料庫上的瑪格麗特·魏絲
- Official Margaret Weis podcast
- Margaret Weis在国会图书馆管理局的纪录，有129条目录纪录